# 廖甡
潘衍桐，廣東南莊龙津人，清朝政治人物、進士出身。
嘉慶二十二年，登進士，任工部主事、署南汝光兵备道员。